# Расстрел в Кентском университете

Студенты над телом Джеффри Миллера. Фотограф Джон Фило получил за этот снимок Пулитцеровскую премию

Расстрел в Кентском университете, также бойня в Кентском университете — инцидент, произошедший 4 мая 1970 года в университете городе Кент, штат Огайо (США), в ходе которого были убиты и ранены безоружные студенты, участники антивоенных демонстраций.

## Хронология событий
Студенты Кентского университета устроили акцию протеста против начавшегося за несколько дней до этого вторжения американских и южновьетнамских войск в Камбоджу.
Власти объявили об отмене митинга.
В университет прибыло подразделение Национальной гвардии Огайо, имевшее приказ разогнать демонстрантов. По неизвестным причинам гвардейцы открыли огонь по толпе, в результате чего погибло 4 и было ранено 9 студентов. Как впоследствии было выяснено, двое убитых не являлись участниками антивоенных демонстраций и получили смертельные ранения, просто проходя мимо.
Студент-старшекурсник факультета фотожурналистики Джон Фило сделал фотографию убитого студента Джефри Миллера и склонившейся над ним четырнадцатилетней Мэри Эн Веккио. В следующем году он стал обладателем Пулитцеровской премии за этот снимок. Джон Фило о событиях того дня (из интервью CNN, 4 мая 2000 года):
Я думал, что они используют холостые патроны. Когда я поднял камеру, то заметил, что один солдат целится прямо в меня. Я сказал сам себе: «Я сфотографирую это», и тут раздался выстрел. В ту же секунду облачко пыли отделилось от статуи рядом со мной, а пуля отскочила от неё и застряла в дереве.
Я даже выпустил камеру, когда понял, что патроны настоящие. Я не знаю, откуда на меня нашла эта смесь наивности и тупости, но я не стал прятаться. На склоне холма никого рядом со мной не было. Я ощупал себя, потом повернулся налево и увидел тело Джефри Миллера и лужу крови, вытекающую из-под него: как будто кто-то опрокинул целое ведро крови. Я испугался и побежал вниз, но остановился. «Куда ты бежишь?» — спросил я себя, — «Ты должен быть здесь».

И я стал фотографировать. Я фотографировал лежащее на улице тело Джефри Миллера и людей, выходящих из своих укрытий, есть фотография Мэри Веккио, когда она ещё только появилась там. Плёнка уже кончалась. Я видел, как Мэри буквально переполнялась эмоциями. Она начала плакать. А в тот самый момент она что-то воскликнула. Точно не помню … что-то вроде «О, Боже мой».

## Последствия
Трагедия вызвала волну протестов в университетах по всей территории США и привлекла огромное общественное внимание. В начавшейся общенациональной студенческой забастовке участвовали 4 миллиона студентов. Комиссия, расследовавшая произошедшее, заключила, что применение гвардейцами оружия было неоправданным. Однако никто из гвардейцев не понёс никаких наказаний, а причина открытия огня так и не была выяснена.
На фоне трагедии в Кентском университете остались почти незамеченными события в Джексоновском университете (штат Миссисипи), где 15 мая в похожем инциденте от огня полиции погибли два человека и 12 были ранены. После расстрелов в Кенте и Джексоновском университете по Америке прокатились молодёжные Марши протеста и походы на Белый дом.
Техасские студенты, чтобы выразить свой протест, решили совершить гигантский марш в центр Остина — на сей раз предполагалось участие 20 тысяч человек.

### Погибшие
- Джеффри Гленн Миллер — убит мгновенно
- Эллисон Краузе, автор крылатого выражения «Цветы лучше пуль» — получила смертельное ранение
- Уильям Нокс Шрёдер — не участвовал в демонстрации, получил смертельное ранение, когда проходил мимо
- Сандра Ли Шойер — не участвовала в демонстрации, получила смертельное ранение, когда проходила мимо

## Отражение в культуре
- Стихотворение Евгения Евтушенко «Цветы лучше пуль» (1970) — посвящено погибшей Эллисон Краузе
- Песня Виктора Цоя «Только Кино» (1987)[источник не указан 686 дней]
- Песня Нила Янга «Ohio» (1970)
- Песня The Isley Brothers «Ohio / Machine Gun» (1971)
- Песня 43ai (на стихи Евгения Евтушенко) «Цветы лучше пуль» (2013)
- Песня Вышел Покурить «цветы лучше пуль» (2016)
- Песня Алёны Швец «Цветы лучше пуль» (2018)

- Комикс «Трансметрополитен» № 57, 12 стр. — практически точная копия фотографии Джона Фило
- Фрагмент в мультсериале «Симпсоны» «D'oh-in in the Wind»
- Фрагмент в фильме «Хранители» (2009)
- Спектакль «В Кенте май» в «Театре на Набережной»[источник не указан 2047 дней]